# فرانچسکو کوزانزا
فرانچسکو کوزانزا (انگلیسی: Francesco Cosenza؛ زادهٔ ۵ فوریهٔ ۱۹۸۶) بازیکن فوتبال اهل ایتالیا است.
از باشگاه‌هایی که در آن بازی کرده‌است می‌توان به باشگاه فوتبال رجینا، باشگاه فوتبال لچه، باشگاه فوتبال آنکونا، باشگاه فوتبال آولینو، باشگاه فوتبال نووارا، و باشگاه فوتبال پرو ورچلی اشاره کرد.